# Maria Karapanagiotou
Maria Karapanagiotou (grekiska: Μαρία Καραπαναγιώτου), född 8 juni 2004, är en grekisk konstsimmare.

## Karriär
I juli 2021 vid junior-EM i Valetta var Karapanagiotou en del av Greklands lag som tog brons i highlight. I juli 2022 vid junior-EM i Alicante var hon en del av Greklands lag som tog brons i både fri kombination och i highlight. I augusti 2022 vid EM i Rom var Karapanagiotou en del av Greklands lag som tog brons i fri kombination. Samma månad var hon även en del av Greklands lag som tog brons i highlight vid junior-VM i Québec.
I augusti 2023 vid junior-EM i Funchal tog Karapanagiotou guld i det fria parprogrammet tillsammans med Ifigeneia Krommydaki. Hon var även en del av Greklands lag som tog brons i både det fria lagprogrammet och det akrobatiska lagprogrammet. I juni 2024 vid EM i Belgrad var Karapanagiotou en del av Greklands lag som tog guld i det fria lagprogrammet samt silver i både det tekniska lagprogrammet och det akrobatiska lagprogrammet.